# Пампуха, Павел Иванович
Павел Иванович Пампуха (бел. Павел Іванавіч Пампуха; род. 29 июня 1995, Брест) — белорусский футболист, нападающий клуба «Нива» (Долбизно).

## Клубная карьера
С 2012 года начал выступать за дубль брестского «Динамо». В сезоне 2014 стал привлекаться к основной команде, но тогда так и не дебютировал в её составе. Сезон 2015 начал в аренде в «Кобрине», а в июле вернулся в состав динамовцев. 9 августа 2015 года дебютировал в высшей лиге, выйдя на замену в конце матча против «Минска» (1:2).
В августе 2016 года перешёл в «Барановичи». В 2017 года перешёл в ФК «Спарта» (Бродница).
С начала 2018 года тренировался с брестским «Рухом», с которым в марте подписал контракт. С 21 голом он стал лучшим бомбардиром команды в сезоне и помог ей выйти в Первую лигу. В сезоне 2019 помог брестскому клубу выйти в Высшую лигу. В марте 2020 года по окончании контракта он покинул команду и вскоре перешёл в клуб из Второй лиги «Динамо-Брест-1960».
В 2021 году стал игроком другого клуба Второй лиги — «Нивы» из Долбизно. В 2022 году вместе с клубом стал чемпионом Второй Лиги. Также стал лучшим бомбардиром клуба и чемпионата с 50 голами. В марте 2023 года продлил контракт с клубом. Первый матч за клуб в рамках Первой Лиги сыграл 1 апреля 2023 года против гомельского «Бумпрома». Первый в сезоне гол забил 15 апреля 2023 года в матче против «Витебска».

## Статистика
| Сезон    | Дивизион | Клуб              | Страна        | Матчи | Голы |
| -------- | -------- | ----------------- | ------------- | ----- | ---- |
| 2012     | дубль    | Брест             | Флаг Беларуси | 11    | 0    |
| 2013     | дубль    | Динамо-Брест      | Флаг Беларуси | 12    | 1    |
| 2014     | дубль    | Динамо-Брест      | Флаг Беларуси | 17    | 5    |
| 2015 (1) | Д2       | Кобрин            | Флаг Беларуси | 10    | 1    |
| 2015 (2) | Д1       | Динамо-Брест      | Флаг Беларуси | 6     | 0    |
| 2016 (1) | Д1       | Динамо-Брест      | Флаг Беларуси | 1     | 0    |
| 2016 (2) | Д2       | Барановичи        | Флаг Беларуси | 9     | 4    |
| 2018     | Д2       | Рух               | Флаг Беларуси | 27    | 21   |
| 2019     | Д2       | Рух               | Флаг Беларуси | 20    | 6    |
| 2020     | Д3       | Динамо-Брест-1960 | Флаг Беларуси | 21    | 19   |
| 2021     | Д3       | Нива (Долбизно)   | Флаг Беларуси | 13    | 17   |
| 2022     | Д3       | Нива (Долбизно)   | Флаг Беларуси | 21    | 50   |

## Достижения
- Чемпион Второй лиги Белоруссии: 2018, 2022